# Les Chemins de fer belges
Les Chemins de fer belges est un film documentaire belge et français de Marc Allégret, sorti en 1928. 

## Fiche technique
- Titre français : Les Chemins de fer belges
- Réalisation : Marc Allégret
- Société de production : Chemins de fer belges
- Pays de production :  Belgique ;  France
- Format : Noir et blanc — 35 mm — 1,33:1 — Muet
- Genre : film documentaire